# Трошин, Григорий Яковлевич
Григо́рий Я́ковлевич Тро́шин (30 сентября 1874, Мушак, Вятская губерния — 13 марта 1938, Прага) — русский невропатолог и психолог, педагог.

## Биография
Родился 30 сентября 1874 года в селе Мушак Елабужского уезда Вятской губернии в семье техника. В 1895 году окончил гимназию в Казани, поступил на юридический факультет Казанского университета. Вскоре перевёлся на медицинский факультет. Ещё студентом Трошин увлёкся невропатологией и психиатрией, занимался экспериментальными исследованиями функций спинного и головного мозга. По окончании университета в 1900 году некоторое время работал уездным врачом, затем медицинским чиновником в Санкт-Петербурге.
С августа 1901 года работает в петербургской больнице Св. Николая Чудотворца для душевнобольных, где проходит путь от ординатора до директора больницы. Г. Я. Трошин сблизился с В. М. Бехтеревым и под его руководством подготовил диссертацию на степень доктора медицины «О сочетательных системах больших полушарий» (СПб, 1903). В 1906 году Г. Я. Трошин создал по собственному проекту первую в России школу-лечебницу для детей с отклонениями в развитии.
После октябрьских событий 1917 года, Г. Я. Трошин был принудительно выслан из России в 1922 году. Заведует кафедрой судебной медицины и психиатрии Русского юридического института в Праге. Г. Я. Трошин умер 13 марта 1938 года в Праге.

## Вклад в развитие отечественной медицины, психологии, педагогики
Важным этапом в развитии изучения умственно отсталых детей стал выход в 1915 году фундаментального труда Г. Я. Трошина «Антропологические основы воспитания. Сравнительная психология нормальных и ненормальных детей». Г. Я. Трошин вёл активную деятельность, посвящённую помощи детям с отклонениями в развитии. Многолетний опыт работы в школе-лечебнице для ненормальных детей, созданной Г. Я. Трошиным в 1906 году, позволил ему глубоко научно осветить проблемы развития ребёнка с отклонениями. Свой труд Г. Я. Трошин посвятил памяти К. Д. Ушинского. В работе имеются многочисленные указания на то, что она продолжает традиции педагогической антропологии К. Д. Ушинского. Несомненно, что работа выходит за рамки изучения только умственно отсталых детей и имеет отношение к разным категориям детей с отклонениями в развитии. Положения, сформулированные в ней, значимы в целом для изучения и воспитания человека с отклонениями в развитии.
Однако главным предметом изучения Г. Я. Трошина были умственно отсталые дети. В своём труде Г. Я. Трошин подошёл к изучению ребёнка с отклонениями в развитии с позиций комплексного подхода, опираясь на антропологическое направление в педагогике, заложенное в России К. Д. Ушинским. Пути развития ребёнка с отклонениями Г. Я. Трошин рассматривал с гуманистических позиций, целостно, утверждая необходимость глубокого изучения физиологической, психологической и социальной природы человека с целью найти там ещё неиспользованные возможности для воспитания.
Будучи представителем антропологического направления в педагогике, Г. Я. Трошин считал необходимым рассмотрение всех сторон психической жизни, начиная с самых элементарных психических процессов, заканчивая развитием высших психических функций человека. Он утверждал, что в онтогенезе ребёнка повторяются стадии развития человека вообще. Это же положение он переносил на законы педагогики. «Хорошо воспитывать, — отмечал Г. Я. Трошин, — значит вести ребёнка по тем стадиям, которые он должен пройти; дурно учить — пренебрегать естественными стадиями; узнать ребёнка значит определить стадию, на которой он находится». Чтобы воздействовать на природу человека, по мнению Г. Я. Трошина, учитель должен знать её законы, знать законы, на основе которых проходят эти изменения. По утверждению Г. Я. Трошина, обучение состоит не столько в присвоении школьных знаний, сколько в умении пользоваться психическими процессами для достижения цели. «… обучение состоит не в приобретении только школьных знаний, а в умении пользоваться ощущениями, психическим синтезом в виде ассоциаций и суждений, в пользовании причинным мышлением в виде индукции, в усвоении речи, в развитии активности в виде воли и внимания, в развитии чувства от физиологически инстинктивного до высшего идейного».
Исследователь научного наследия Г. Я. Трошина Л. Ю. Беленкова отмечает: «Г. Я. Трошин — один из крупнейших русских учёных, впервые в мировой практике положивший в основу наук, изучающих детскую патологию (психопатологию, патопсихологию, дефектологию, детскую психиатрию и психологию), целостный антропологический подход и указавший на необходимость взаимосвязи медико-психологических и педагогических аспектов». Данный подход позволил выдвинуть и подтвердить ряд идей в области дефектологии. Большое значение для становления дефектологии как науки имело выдвинутое и обоснованное Г. Я. Трошиным положение об общности законов развития нормального ребёнка и ребёнка с отклонениями. «По существу между нормальными и ненормальными детьми нет разницы. Те и другие люди, те и другие — дети, у тех и у других развитие идёт по одним законам…».
Данное утверждение стало основой для выработанного Г. Я. Трошиным подхода к анализу психического развития ребёнка, базирующегося на сопоставлении психического развития нормально развивающихся детей и детей с отклонениями. По мнению Г. Я. Трошина, изучение детей с отклонениями помогает понять природу человека вообще и вносит неоценимый вклад в психологию. «… важное методологическое значение имеет детская ненормальность в лице патологического недоразвития: она помогает изучению нормального ребёнка по общему правилу — начать с более простого и переходить к более трудному; всякий, кто хочет знать нормальных детей, должен изучать ненормальных, иначе он лишается очень важного метода в понимании детской души».
Г. Я. Трошин считал необходимым ориентироваться в медико-педагогической помощи детям с отклонениями не на дефект, а на компенсаторные возможности ребёнка. Сравнительное исследование закономерностей психического развития детей в норме и при патологии позволило Г. Я. Трошину утверждать, что патологическое развитие не является полностью специфическим, а представляет собой отклонение от нормы. Именно поэтому, главная задача воспитания — приближение в условиях специального обучения к «норме развития».
Больших достижений Г. Я. Трошин добился в изучении умственно отсталых детей. В течение многих лет Г. Я. Трошин проводил тщательное экспериментальное изучение умственно отсталых детей, результаты которого он обобщил в своей фундаментальной работе. Необходимо отметить, что труд Г. Я. Трошина был признан научной общественностью России самым значимым трудом по дефектологии, в котором развивались идеи К. Д. Ушинского, именно поэтому он стал единственной работой по дефектологии до революции, награждённой премией имени К. Д. Ушинского Российской академии наук.

### Избранные труды
- Нервнобольные воины : Извлеч. из первого годич. отчета Амбулатории нерв. болезней для лазаретов Петрогр. стороны / Сост. персоналом Амбулатории: О. Болтиной, Н. Владычанской, С. Гирман [и др.]; Под ред. Г. Трошина. — Пг., 1915. — 32 с.
- Трошин Г. Я. Антропологические основы воспитания: Сравнительная психология нормальных и ненормальных детей. — [Пг.]: Школа-лечебница д-ра мед. Г. Я. Трошина, [1915].
  - Т. 1: Процессы умственной жизни. — [1915]. — XVI, 404 с.
  - Т. 2: Процессы чувства и воли. — [1915]. — VIII, 405—959 с.

## Комментарии
1. ↑  Ныне — в Киясовском районе Удмуртии[5].